# Erik Andersson (waterpolista)
Klas Erik Andersson (Estocolmo, 17 de marzo de 1896 - Estocolmo, 23 de febrero de 1985) fue un jugador de waterpolo y nadador sueco.

## Biografía
Pertenecía a una familia de grandes deportistas junto con sus hermanos Selma Andersson, Adolf Andersson y Robert Andersson.

## Clubes
- Stockholms KK ( Suecia)

## Títulos
Como nadador:
- Clasificatorias en 100 libres en los juegos olímpicos de Estocolmo 1912

Como jugador de la selección sueca de waterpolo:
- 4º en los juegos olímpicos de París 1924
- Medalla de bronce en los juegos olímpicos de Amberes 1920